# Elisabeth von Habsburg

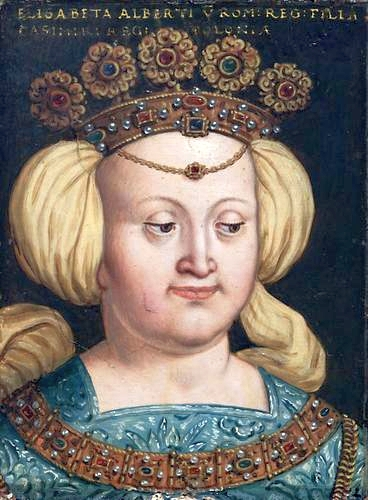
Elisabeth von Habsburg

Elisabeth von Habsburg (polnisch Elżbieta Rakuszanka; * 1436 oder 1437 in Wien; † 30. August 1505 in Krakau) war durch Heirat vom 10. Februar 1454 bis 7. Juni 1492 Königin von Polen und Großfürstin von Litauen.

## Leben
Elisabeth wurde 1436 oder 1437 als Tochter des Herzogs Albrecht V. von Österreich (aus der Dynastie der Habsburger, seit 18. März 1438 als deutscher König Albrecht II.) aus seiner Verbindung mit Elisabeth von Luxemburg, der Tochter des römisch-deutschen Kaisers Sigismund, geboren. 1439 starb ihr Vater. Ab 1440 wuchs sie zusammen mit ihrem Bruder Ladislaus und ihrer Schwester Anna in Wien und der Wiener Neustadt am Hofe des mit ihr verwandten Königs Friedrich III. auf. Dort lernte sie Künstler und Poeten kennen. Friedrich III. kümmerte sich zwar nicht viel um Elisabeth, ließ ihr aber eine gediegene Ausbildung an seinem vom Frühhumanismus geprägten Hof zuteilwerden.
In Breslau wurde 1453 ein Vertrag zur Verheiratung Elisabeths mit dem polnischen König Kasimir IV. Jagiełło ausgehandelt. Dieser Ehevertrag wurde dann von Kasimir in Krakau und von Elisabeths Bruder Ladislaus, mittlerweile ungarisch-böhmischer König, in Wien unterschrieben. So kam es zu einem Ehebündnis zwischen den Habsburgern und den Jagiellonen. Elisabeth sollte 100.000 ungarische Gulden als Mitgift erhalten, deren Zahlungsfrist sich auf drei Jahre erstreckte. Ländereien in Österreich, Ungarn und Böhmen dienten zur Sicherstellung der Mitgift. Im Gegenzug sagte Kasimir seiner künftigen Gemahlin ein von den Salzbergwerken in Wieliczka und Bochnia zu beziehendes jährliches Einkommen von 5000 Gulden zu sowie ein aus den Einkünften aus den Städten Koło, Opoczno und Przedecz bestehendes Leibgedinge zur Garantierung ihren Unterhalts, wenn sie dereinst Witwe würde. Die Ansprüche auf ihr Erbe in Österreich hatte Elisabeth aufzugeben.
Am 2. Februar 1454 machte sich Elisabeth mit einem Gefolge von 900 Reitern auf den Weg nach Polen. An der Grenze in Cieszyn wurde sie von den polnischen Gesandten empfangen. Nach zwei Tagen Ruhe ging es weiter über Oswiecim und Skawina, wo die Gruppe von einem königlichen Boten angewiesen wurde, drei Tage zu warten. Offiziell hieß es, dass die Vorbereitungen für die Hochzeit noch nicht abgeschlossen seien. Elisabeth befürchtete, dass Kasimir es sich anders überlegt hatte. Schließlich wurde sie von ihrem Bräutigam, seiner Mutter Sophie Holszańska, drei Piastenfürsten aus Schlesien, zwei Erzbischöfen, drei Bischöfen und zahlreichen anderen Würdenträgern vor den Toren der Stadt empfangen. Am nächsten Tag, dem 10. Februar 1454, fand die Hochzeit der etwa 18-jährigen Habsburgerin mit dem 27-jährigen Kasimir statt. Die Trauung sollte zunächst von Giovanni Capistrano vollzogen werden. Doch dieser konnte jedoch weder Polnisch noch Deutsch und war somit nicht in der Lage, dem Brautpaar die entsprechenden Fragen zu stellen. Die Aufgabe übernahm somit der Kardinal und Primas von Polen Zbigniew Oleśnicki. Er hat auch letzten Endes Elisabeth auf dem Wawelberg gekrönt.
Indessen verzögerte sich die Auszahlung ihrer Mitgift. Als Kompensation für diese ausständigen Geldbeträge wies Kasimir seiner Gattin nach dem Tod seiner Mutter im Dezember 1461 viele königliche Güter an, deren Einnahmen Elisabeths finanzielle Lage deutlich verbesserten.
Elisabeths 38 Jahre währende Ehe mit Kasimir verlief glücklich und die Königin besaß auch einen gewissen politischen Einfluss. Elisabeth gebar ihrem Gatten 13 Kinder und ging deshalb als Mutter der Jagiellonen und Mutter von Königen in die Geschichte ein. Sie war unternehmungslustig, kümmerte sich insbesondere um die Erziehung und Verheiratung ihrer Töchter und begleitete ihren Gatten trotz ihrer zahlreichen Schwangerschaften oft auf dessen Reisen durch Polen. Als Königin stiftete sie viele Kunstwerke und ließ durch Veit Stoß ein großartiges Grabmal zu Ehren Kasimirs IV. anfertigen. Sie starb am 30. August 1505 im Alter von etwa 69 Jahren in Krakau und fand ihre letzte Ruhestätte in der Wawelkathedrale.

## Die Habsburger Unterlippe
Elisabeth soll nicht sonderlich schön gewesen sein. Womöglich war ihr Aussehen sogar der Grund, warum Kasimir IV. den Boten geschickt hatte, um das Gefolge mit seiner zukünftigen Frau aufzuhalten. Als man Elisabeths Überreste 1973 auf Initiative von Kardinal Karol Wojtyła, dem späteren Papst Johannes Paul II., untersuchte, wurden diese Gerüchte bestätigt. Mit Hilfe neuester Technik konnte man anhand der Knochen ihr Aussehen rekonstruieren. Sie hatte einen Buckel, war stark zur Seite gebogen, hatte einen unförmigen Kopf, dessen rechte Seite schwächer entwickelt war als die Linke und ihr Gesicht war lang und schmal. Ihre Schneidezähne standen weit nach vorne und lagen fast flach auf der Unterlippe. Das letzte Attribut war bekannt als die Habsburger Unterlippe. Der König wurde jedoch davon überzeugt, dass nicht das Aussehen das wichtigste sei, sondern das Wohl des Königreiches und seiner Untertanen.

## Kinder
- Władysław (1456–1516), König von Böhmen und Ungarn
- Hedwig (1457–1502), verheiratet mit Georg dem Reichen, Herzog von Bayern-Landshut
- Kasimir (1458–1484), Heiliger und Schutzpatron von Polen und Litauen
- Johann I. (1459–1501), König von Polen
- Alexander (1461–1506), Großfürst von Litauen und König von Polen
- Sofia (1464–1512), verheiratet mit Markgraf Friedrich II. von Brandenburg-Ansbach, Mutter von Herzog Albrecht von Preußen
- Elisabeth (1465–1466)
- Sigismund (1467–1548), Großfürst von Litauen und König von Polen
- Friedrich (1468–1503), Erzbischof von Gniezno (Gnesen), Primas von Polen, Kardinal
- Elisabeth (1472–1480/81)
- Anna (1476–1503), verheiratet mit Herzog Bogislaw X. von Pommern
- Barbara (1478–1534), verheiratet mit Herzog Georg dem Bärtigen von Sachsen
- Elisabeth (1482–1517), verheiratet mit Herzog Friedrich II. von Liegnitz